# Hans-Dunkl-Park

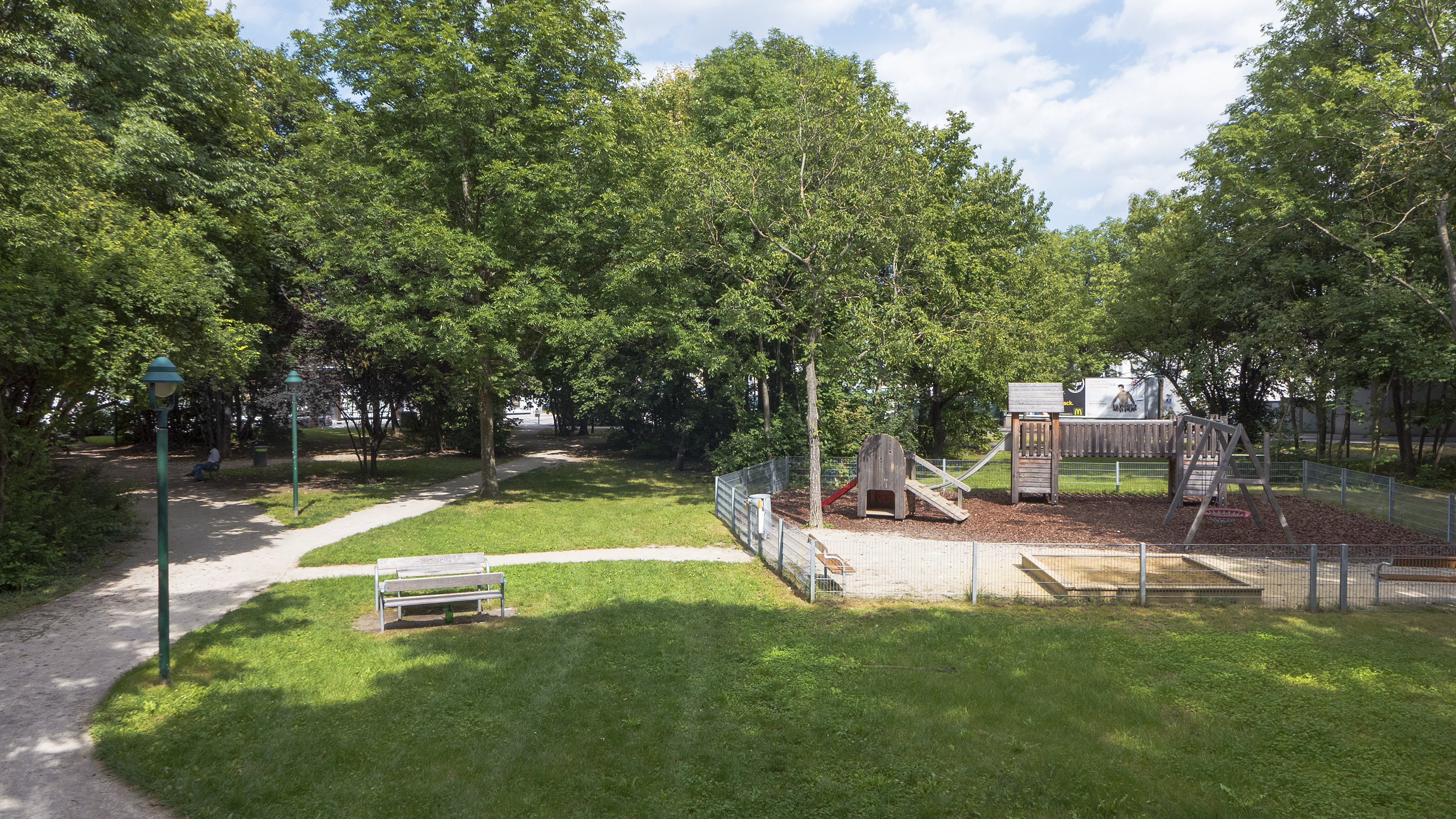
Hans-Dunkl-Park (2016)

Der Hans-Dunkl-Park ist ein Wiener Park im 23. Bezirk, Liesing.

## Beschreibung
Der Hans-Dunkl-Park ist ein ca. 8.000 m² Park großer Park in Liesing. Er liegt zwischen der Draschestraße, Vösendorfer Straße, Kolbegasse und Buttnergasse. Neben einem dichten Baumbestand und Wiesenflächen verfügt er über einen einzäunten Kinderspielplatz, Trinkbrunnen und Sitzgelegenheiten.

## Geschichte
Der Hans-Dunkl-Park wurde am 19. Jänner 1995 im Gemeinderatsausschuss für Kultur der Stadt Wien nach dem ehemaligen sozialdemokratischen stellvertretenden Bezirksvorsteher von Liesing, Johann Dunkl junior (1917–1991) benannt.